# 12267 Денно
12267 Денно (12267 Denneau) — астероїд головного поясу, відкритий 31 травня 1990 року.
Тіссеранів параметр щодо Юпітера — 3,845.